# Bimini
Bimini je nejzápadnější administrativní jednotka státu Bahamy. Je tvořena ostrovy North Bimini, South Bimini, East Bimini a Cay Sal Bank. Má rozlohu 23 km² a žijí zde zhruba dva tisíce obyvatel. Hlavním městem je Alice Town na ostrově North Bimini.
Podle domorodé legendy se na ostrovech nacházely prameny věčného mládí, které zde roku 1513 hledal Juan Ponce de León. Ostrovy jsou oblíbeným cílem amerických turistů, především sportovních rybářů. Dovolenou zde trávil i Ernest Hemingway. Na Bimini provozuje Samuel H. Gruber stanici pro výzkum žraloka citrónového nazvanou Bimini Biological Field Station. Žije zde endemický hroznýšovec Epicrates striatus fosteri.
U pobřeží ostrova North Bimini v hloubce přes pět metrů byla v roce 1968 objevena takzvaná Biminská cesta (Bimini Road), 800 metrů dlouhý kamenný val. Jeho hladký povrch a členění do zhruba pravidelných bloků vedlo k dohadům o jejím umělém původu. Vzhledem k tomu, že objekt se nachází pod mořskou hladinou více než pět tisíc let, byl spojován s legendární Atlantidou. Geologický průzkum však odhalil původ útvaru přirozenou sedimentací hornin.